# Bart Aernouts (triathlon)
Pour les articles homonymes, voir Bart Aernouts et Aernout.
Ne doit pas être confondu avec son homonyme qui pratique le cyclisme.
Bart Aernouts, né le 5 juin 1984 à Merksem dans l'arrondissement d'Anvers, est un triathlète professionnel belge, vainqueur des championnats du monde de duathlon en 2010, il remporte l'Ironman France en 2014 et le Challenge Roth en 2017.

## Biographie
Bart Aernouts connait ses premiers succès en tant que duathlète en 2010 en devenant à Édimbourg champion du monde de duathlon et en remportant en avril 2013 aux Pays-Bas, le championnat d'Europe de cette discipline. Depuis 2010, il remporte également plusieurs succès internationaux dans le triathlon sur le circuit d'Ironman 70.3 et notamment l'Ironman 70.3 Germany en 2014, course support du championnat d'Europe du circuit 70.3. Il signe ce succès quelques mois après sa victoire sur l'Ironman France ou il succède à un autre triathlète belge, Frédéric Van Lierde. Il participe la même année l'Ironman de Kona à Hawaï ou il termine dans le « Top 10 » (9e).
En 2017, il remporte le Challenge Roth devant le Britannique Joe Skipper et l'Allemand Maurice Clavel ainsi que l'Ironman Lanzarote l'Italien Alessandro Degasperi et l'Américain Jesse Thomas.
Quatre années plus tard, il est victorieux de l'Ironman 70.3 de Floride devant l'Américain Matt Hanson. À l'âge de 40 ans, il remporte l'Ironman Mexique devant l'Américain Chris Leiferman.

## Palmarès
Le tableau présente les résultats les plus significatifs (podium) obtenus sur le circuit international de triathlon et de duathlon depuis 2010,,.
| Année | Compétition                                  | Pays                | Position           | Temps           |
| ----- | -------------------------------------------- | ------------------- | ------------------ | --------------- |
| 2024  | Ironman Mexique                              | Mexique             | Médaille d'or      | 7 h 39 min 24 s |
| 2023  | Challenge Fréjus                             | France              | Médaille d'or      | 4 h 6 min 24 s  |
| 2023  | Ironman 70.3 Pays d'Aix                      | France              | Médaille d'argent  | 3 h 51 min 27 s |
| 2023  | Ironman France                               | France              | Médaille d'argent  | 8 h 24 min 11 s |
| 2021  | Championnats d'Europe moyenne distance       | Autriche            | Médaille d'argent  | 3 h 42 min 5 s  |
| 2021  | Ironman 70.3 Floride                         | États-Unis          | Médaille d'or      | 3 h 47 min 41 s |
| 2020  | Ironman 70.3 Dubai                           | Émirats arabes unis | Médaille d'or      | 3 h 33 min 44 s |
| 2019  | Ironman 70.3 Barcelone                       | Espagne             | Médaille d'or      | 4 h 5 min 7 s   |
| 2019  | Ironman 70.3 St. George                      | États-Unis          | Médaille d'argent  | 3 h 50 min 58 s |
| 2018  | Ironman - Championnat du monde à Kailua-Kona | États-Unis          | Médaille d'argent  | 7 h 56 min 41 s |
| 2018  | Ironman Hambourg                             | Allemagne           | Médaille d'or      | 7 h 5 min 26 s  |
| 2017  | Challenge Roth                               | Allemagne           | Médaille d'or      | 7 h 59 min 0 s  |
| 2017  | Ironman Lanzarote                            | Espagne             | Médaille d'or      | 8 h 34 min 13 s |
| 2015  | Ironman 70.3 Bahreïn                         | Bahreïn             | Médaille d'or      | 3 h 11 min 15 s |
| 2015  | Ironman Afrique du Sud                       | Afrique du Sud      | Médaille de bronze | 8 h 35 min 59 s |
| 2014  | Ironman France                               | France              | Médaille d'or      | 8 h 33 min 22 s |
| 2014  | Ironman 70.3 Allemagne European Championship | Allemagne           | Médaille d'or      | 4 h 25 min 27 s |
| 2014  | Ironman 70.3 Majorque                        | Espagne             | Médaille d'argent  | 3 h 53 min 33 s |
| 2013  | Ironman France                               | France              | Médaille d'argent  | 8 h 12 min 28 s |
| 2013  | Ironman 70.3 Autriche                        | Autriche            | Médaille d'or      | 3 h 22 min 35 s |
| 2013  | Powerman European Duathlon Championships     | Suisse              | Médaille d'or      | 2 h 40 min 34 s |
| 2012  | Ironman 70.3 Anvers                          | Belgique            | Médaille d'or      | 3 h 44 min 51 s |
| 2011  | Ironman 70.3 Pocono Mountains                | États-Unis          | Médaille d'or      | 3 h 27 min 4 s  |
| 2011  | Ironman 70.3 Syracuse                        | Italie              | Médaille d'or      | 3 h 57 min 30 s |
| 2011  | Ironman 70.3 Anvers                          | Belgique            | Médaille d'or      | 3 h 45 min 37 s |
| 2010  | Championnats du monde de duathlon            | Royaume-Uni         | Médaille d'or      | 1 h 50 min 22 s |

## Voir Aussi